# 高祖山

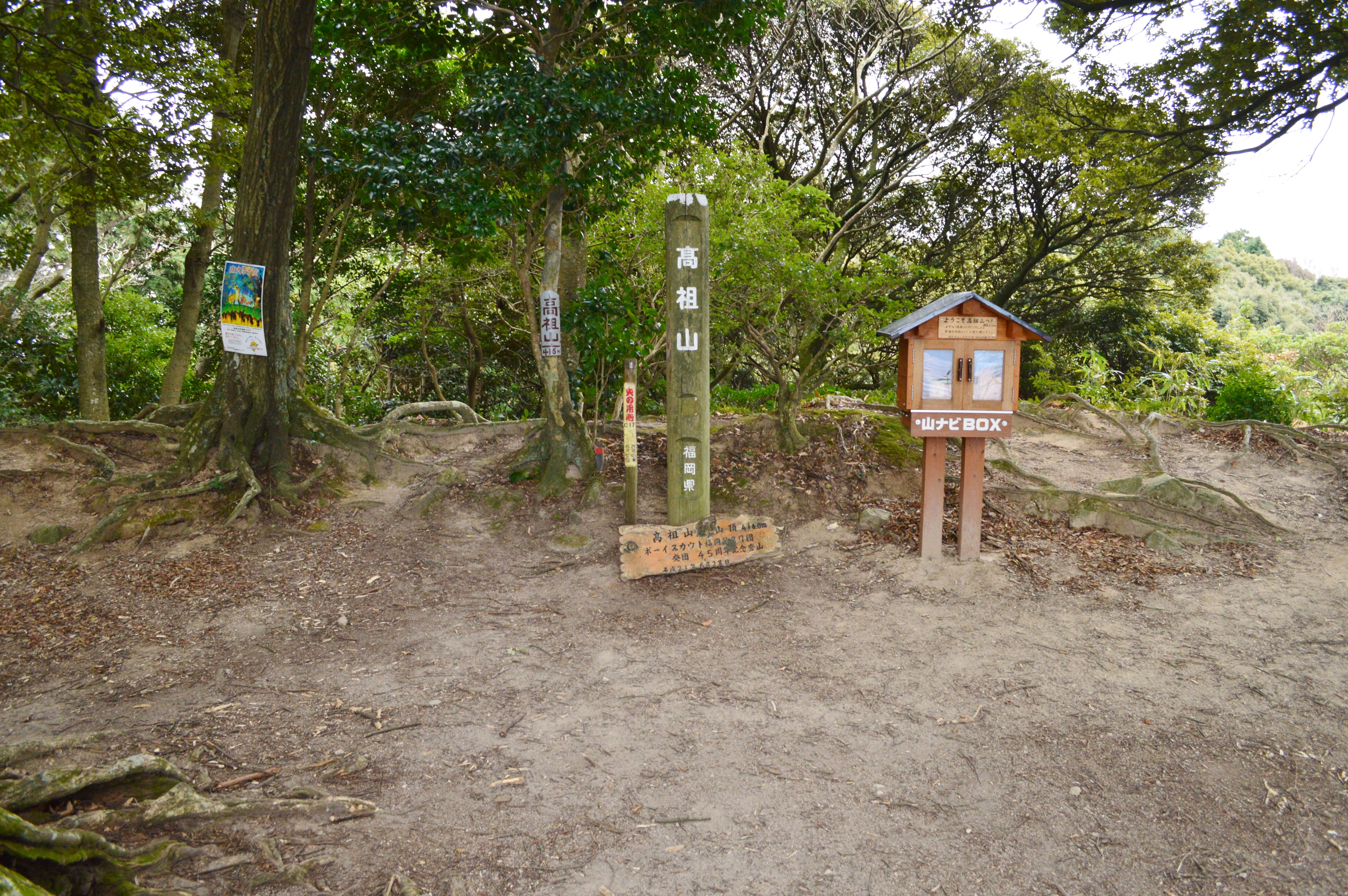
山頂

高祖山（たかすやま）は、福岡県福岡市と糸島市の境に位置する標高416mの山である。古代の怡土城跡と中世の高祖城跡（原田城跡）がある。

## 名称
「高祖山」のその名の由来は正確には不明で、古い文献には「高祖」「高祖の峰」「高祖山」とある。西の麓に高祖神社が存在する事から、この神社が山の名の由来、あるいは、先に山の「高祖」から「高祖神社」となったのか、はっきりとは決め難いが、「高祖」の名称はこの一帯にあったらしい。

また、その山容が、牛が長々と寝そべっている姿のように見える（特に志登神社から見るその山容は牛が寝そべっている姿に見える事）から臥牛山と地元では言われ、糸島市内のかなりの地域からその山容を望むことができる。

高祖山には南にもう一つの峰があり、これを「くしふる山」と呼んでいた、と推定される（文献には、「椚(クヌギ)～、民家の後ろにあるをクシフル山と云ひしを誤りて椚と云ふに至れり」とある）。

## 怡土城
西斜面一帯には、天平勝宝8歳6月（756年）から神護景雲2年2月（768年）まで約12年の歳月をかけて、吉備真備（途中から佐伯今毛人に交代）が築いた怡土城があった。

## 高祖城
怡土城が廃城になった時期は不明だが、この遺構を利用して、建長元年（1249年）、原田種継・種頼父子が高祖城を築城した。山頂には上ノ城（本丸）と下ノ城（二ノ丸）がある。山腹には高祖城主原田氏の崇敬が厚かった高祖神社と原田家菩提寺の金龍寺がある。

## 登山
今宿野外活動センターを拠点に、南の高地山、東の叶岳とミニ縦走を楽しむことができる。その他高来寺や如意、高祖神社裏手からの登山道がある。遊歩道はよく整備されており、1〜2時間ほどで山頂に到達できる。山頂は木が茂り眺望があまり良くないが、途中の尾根から東に博多湾や福岡市街、西に可也山や浮嶽、羽金山、雷山など脊振山系の山々が見られる。